# Dejan Brđović
Dejan Brđović (cyr. Дејан Брђовић; ur. 21 lutego 1966 w Kraljevie, zm. 21 grudnia 2015 w Belgradzie) – serbski siatkarz oraz trener. Brązowy medalista w barwach Jugosławii na Igrzyskach Olimpijskich 1996 w Atlancie. Dla reprezentacji rozegrał ponad 300 spotkań.

## Kariera i osiągnięcia

### Kariera klubowa
- OK Žiča
- OK Ribnica Kraljevo (1984/1985)
- OK Crvena zvezda Belgrad (1985–1992)
  -  Finalista Pucharu Jugosławii 1990
  -  Vice-mistrzostwo Jugosławii 1992
  -  Puchar Jugosławii 1992
- Olympiakos Pireus (1992–1995)
  -  Mistrzostwo Grecji 1993, 1994
  -  Vice-mistrzostwo Grecji 1995
  -  Puchar Grecji 1993
- AO Orestiada (1995/1996)
  -  3. miejsce mistrzostw Grecji 1996
- Roma Volley (1996/1997)
- OK Crvena zvezda Belgrad (1997/1998)
  -  Puchar Jugosławii 1998
- Volley Milano (1998/1999)
- Carilo Esseti Loreto (1999/2000)
- Lube Banca Marche Macerata (2000/2001)
  -  Puchar Włoch 2001
  -  Puchar CEV 2001
- AEK Ateny (2001/2002)
- OK Crvena zvezda Belgrad (2002–2004)
  -  Mistrzostwo Serbii i Czarnogóry 2003
  -  Finalista Pucharu Serbii i Czarnogóry 2004
- OK Radnički Kragujevac (2004–2006)

### Kariera trenerska
- OK Radnički Kragujevac (2004–2007)
  -  3. miejsce mistrzostw Serbii 2007
- Asystel Novara (2007/2008)
  -  3. miejsce w Lidze Mistrzyń 2008
- OK Ribnica Kraljevo (dyrektor generalny) (2008/2009)
- Crvena zvezda Belgrad (menadżer) (2009/2010)
- Rabitə Baku (2010/2011)
  -  2. miejsce w Lidze Mistrzyń 2011
- Shandong Province men’s volleyball club (2011/2013)
- Rabitə Baku (2014/2015)
- Espadon Szczecin (2015)

#### Reprezentacyjne
- 1. miejsce na Uniwersjadzie 1987 w Zagrzebiu
- 2. miejsce na igrzyskach śródziemnomorskich 1991 w Atenach
- 3. miejsce na mistrzostwach Europy 1995 w Atenach
- 3. miejsce na Igrzyskach Olimpijskich 1996 w Atlancie

## Życie prywatne
Żonaty z Jelena, ma dwójkę dzieci: córka Aleksandra i syn Aleksa, którzy poszli w ślady ojca.